# Рослини Червоної книги України зі статусом «Вразливий»
Рослини Червоної книги України зі статусом «Вразливий» — це група видів рослин, які мають певний екологічний статус української Червоної книги. Ці рослини знаходяться під загрозою зникнення і потребують особливої уваги та захисту з боку науковців та громадськості.
Україна має багату флору, яка складається з більш ніж 20 тисяч видів рослин. Проте, багато з цих видів знаходяться під загрозою зникнення через діяльність людини, зміну кліматичних умов, загрози з боку інтродукції іноземних видів рослин, втрату природних місць зростання і багато іншого.
З метою збереження цінної рослинності на території України, була створена Червона книга України, яка включає в себе список рідкісних і зникаючих видів рослин та тварин. У цьому списку є окрема категорія, яка включає рослини зі статусом «Вразливий». Це означає, що ці рослини знаходяться під загрозою зникнення і потребують особливої уваги з боку науковців та організацій, що займаються охороною природи.
До рослин зі статусом «Вразливий» належать такі види, як:
- Герань кримська (Geranium tauricum);
- Підсніжник лісовий (Galanthus sylvaticus);
- Жовтець дібровний (Gagea lutea);
- Хвощ звичайний (Equisetum arvense);
- Ряска звичайна (Potamogeton natans). Ці рослини відіграють важливу роль у екосистемі, тому їх збереження є необхідним для підтримання біорізноманітності та екологічної рівноваги. Багато з них також мають значення для людини як джерело харчування, лікувальних рослин, декоративних рослин тощо. Серед рослин Червоної книги України зі статусом «Вразливий» можна виділити такі види:
  1. Оман безкореневий (Cicuta virosa) — багаторічна рослина родини шовковичні (Apiaceae). В Україні зростає переважно на Поліссі та в західній частині країни. Має токсичні властивості, але також використовується у народній медицині для лікування деяких захворювань.
  2. Орхідея болотна (Hammarbya paludosa) — вид родини орхідні (Orchidaceae), який має маленькі жовті квіти та зростає переважно у болотистих місцях. У зв'язку зі зниженням кількості мокротинних лук із зростанням кількості сухотинних лук, цей вид став більш вразливим.
  3. Конвалія запашна (Convallaria majalis) — багаторічна рослина родини лілійні (Liliaceae), що зростає переважно в лісах. Використовується як декоративна рослина та у фітотерапії для лікування серцево-судинних захворювань, але через необережне використання може бути отруйною.
  4. Тушолист Германа (Gymnocarpium robertianum) — вічнозелена рослина родини папоротеві (Dryopteridaceae), що зростає переважно в гірських районах. 
Ще однією рослиною з Червоної книги України, яка має статус «Вразливий», є лілія карпатська (Lilium carpathicum). Ця квітка також зростає переважно в гірських районах. Через зниження кількості природних місць зростання та зниження чисельності населення, лілія карпатська стала дедалі рідкіснішою в Україні. Ще одним видом, що потребує захисту, є гірський тюльпан (Tulipa montana). Цей вид росте на схилах гір, але через неправильне використання територій і руйнування середовища його кількість значно зменшується. Гірський тюльпан також має статус «Вразливий» в Червоній книзі України. Важливо зазначити, що збереження рослин з Червоної книги України є необхідним не тільки для збереження біорізноманіття та природних екосистем, але і для забезпечення життєвих потреб людей. Багато з цих рослин мають медичне або інше корисне застосування, а також є важливим джерелом харчування для деяких тварин. Українська держава вживає заходів для збереження цих рідкісних рослин. Наприклад, уряд заборонив вирубку лісів у деяких територіях з метою збереження природи. Крім того, проводяться спеціальні проекти з розведення рослин та відновлення середовища їх зростання.